# Bandera del Pla del Penedès
La bandera oficial del Pla del Penedès té la descripció següent:
Bandera apaïsada, de proporcions dos d'alt per tres de llarg, blau fosc, amb el segon terç vertical groc, amb la flor de lis blanca de l'escut, d'alçària 1/3 de la del drap, posada a 1/12 de la vora superior i a 1/8 de la de l'asta.

## Història
Va ser publicada en el DOGC el 14 de setembre del 2005. Està basada en l'escut heràldic de la localitat.